# Handkonterzug

Einfacher Handkonterzug

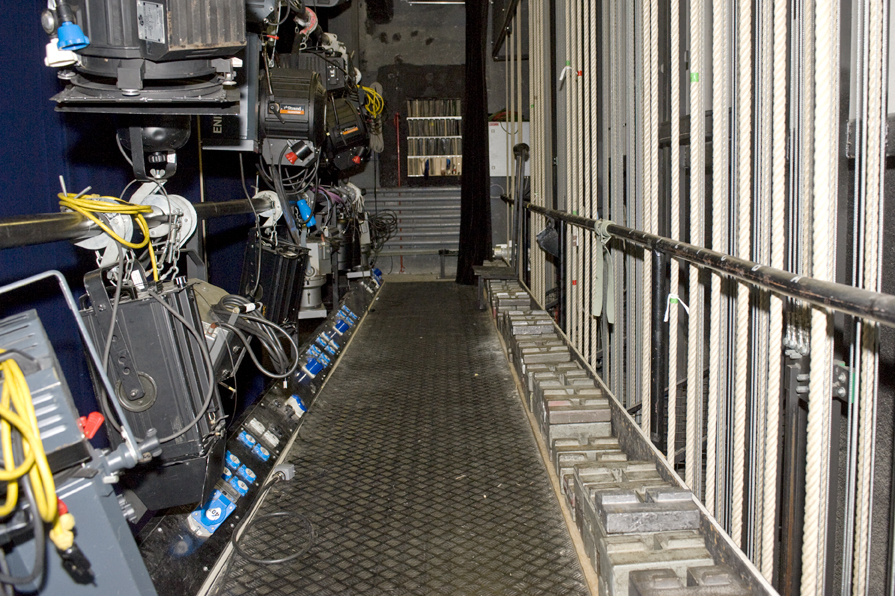
Gewichtsgalerie eines Theaters

Handkonterzüge sind eine spezielle Bauform eines Theaterzuges.
Sie gehören damit zur Obermaschinerie der Bühnentechnik. Handkonterzüge werden manuell bedient und werden für eine schnelle szenische Verwandlung der Theaterdekoration verwendet. Sie gehören in der Regel zur Kategorie der Prospektzüge und besitzen somit eine Zugstange, an der Dekorationselemente oder Bühnenprospekte befestigt werden können.
In Theatern, die manuell bedienbare Obermaschinerie verwenden, werden die Züge während der Proben und Vorstellungen von der Schnürbodengalerie bedient. Diese Galerie befindet sich meist oberhalb der Bühnenfläche, manchmal aber auch auf Bühnenniveau.
Verantwortlich für die Wartung und Bedienung der Züge ist der Schnürmeister mit seinem Schnürboden-Personal.

## Funktionsprinzip

### Einfacher Handkonterzug
Das Schnürbodenpersonal bewegt die Züge vermittels der Kommandotaue, die seitlich an der Bühnenwand herunterlaufen und mit dem Gewichtsschlitten verbunden sind.
Dieser Schlitten wird bei dem Einfachen Handkonterzug mit den Kontergewichten geladen, die dem Gewicht der zu bewegenden Dekoration in etwa entsprechen.
Das Eigengewicht der Zugstangen wird mit einem fest installierten Grundgewicht ausgeglichen.
Somit muss bei Bewegung des Zuges nicht die gesamte eingehängte Last per Muskelkraft bewegt, sondern nur die Reibung überwunden werden.
In vielen Theater gibt es für den Ladevorgang eine Gewichtsgalerie oberhalb der Bühne, auf der die Gewichte gelagert werden und auf die Gegengewichtsschlitten aufgesetzt werden können.

### Doublierter Handkonterzug
Der Doublierte Handkonterzug funktioniert wie ein Flaschenzug. Er wird eingesetzt, wenn für die Gegengewichtsbahnen nicht die gesamte Bühnenhöhe eingesetzt werden kann, weil zum Beispiel eine Seitenbühne an die Hauptbühne anschließt. Die Gegengewichtsbahn endet bei doublierten Zügen bereits nach der Hälfte der Bühnenhöhe.
Das Flaschenzugprinzip ist beim Doublierten Handkonterzug umgedreht. Üblicherweise werden Flaschenzüge benutzt, um die zum Anheben einer Last benötigte Kraft zu verringern. Nach der Goldenen Regel der Mechanik wird die verringerte Kraft durch einen um den gleichen Faktor erhöhten Seilweg erkauft.
Beim Doublierten Handkonterzug möchte man jedoch nicht die Kraft, sondern den Seilweg verringern. Im Gegenzug muss dafür die Zugkraft erhöht werden. Daher muss das Gewicht der Gegengewichte doppelt so hoch wie das der Last in der Zugstange sein, um den Zug auszukontern.

### Verbreitung und Zukunft
Die Handkonterzüge sind als Prospektzüge noch in vielen Theatern anzutreffen. Neu eingebaut werden sie allerdings kaum noch. Computergestützte Obermaschinerien mit unterschiedlicher Antriebstechnik, elektromotorisch oder hydraulisch, sind heute Standard und bieten aufgrund ihrer Geschwindigkeit, Programmierbarkeit und Tragkraft eine Vielzahl von Möglichkeiten, die mit den manuellen Handkonterzügen nicht bestehen.